# Pyrausta otiosalis
Pyrausta otiosalis là một loài bướm đêm trong họ Crambidae.